# Nectarinia
Nectarinia is een geslacht van zangvogels uit de familie honingzuigers (Nectariniidae).

## Taxonomie
Welke soorten tot dit geslacht behoren is zeer omstreden. De trend tot in de late jaren 1990 was om alle "typische" honingzuigers in dit geslacht te plaatsen. Veel veldgidsen waarin de honingzuigers worden behandeld gaan ervan uit dat de meeste honingzuigers (nog) tot dit geslacht behoren. Uit modern onderzoek blijkt dat er binnen deze groep verschillende clades zijn, maar hierover bestaat nog lang geen consensus.

## Soorten
Hier wordt de indeling van IOC World Bird Names gevolgd, waarbij het geslacht is opgesplitst in Leptocoma, Anabathmis, Chalcomitra, Cinnyris, Cyanomitra en Drepanorhynchus.
Binnen deze opzet kent het geslacht nog maar zes soorten:
- Nectarinia bocagii – Bocages honingzuiger
- Nectarinia famosa – Emeraldhoningzuiger
- Nectarinia johnstoni – Lobeliahoningzuiger
- Nectarinia kilimensis – Bronshoningzuiger
- Nectarinia purpureiventris – Purperbuikhoningzuiger
- Nectarinia tacazze – Tacazzehoningzuiger